# 要田美纪
要田美纪（日语：／ Yōda Miki，1963年5月5日—），日本女子田径运动员。她曾代表日本参加2000年和2004年夏季残疾人奥林匹克运动会田径比赛，其中2000年夏季残奥会获得二枚铜牌。